# Albi (Italie)
Pour les articles homonymes, voir Albi (homonymie).
Albi est une commune italienne de la province de Catanzaro, dans la région Calabre.

## Administration
| Période                                  | Période  | Identité         | Étiquette    | Qualité |
| ---------------------------------------- | -------- | ---------------- | ------------ | ------- |
| 8 juin 2009                              | En cours | Giovanni Piccoli | lista civica |         |
| Les données manquantes sont à compléter. |          |                  |              |         |

### Hameaux
San Giovanni d'Albi

### Communes limitrophes
Fossato Serralta, Magisano, Pentone, Sellia, Taverna, Zagarise